# ヘスス・オウォノ
ヘスス・ラサロ・オウォノ・ヌグア・アケン（Jesús Lázaro Owono Ngua Akeng、2001年3月1日 - ）は、赤道ギニア・バタ出身のサッカー選手。デポルティーボ・アラベス所属。ポジションはGK。赤道ギニア代表。

## クラブ経歴
2022年1月2日、ラ・リーガのレアル・ソシエダ戦にて、先発フル出場してことで、アラベスでのプロデビューを果たした。

## 代表経歴
2018年9月、当時17歳ながら赤道ギニア代表から初招集を受けた。しかし、この招集での出番は無く、翌年3月25日のサウジアラビア代表との親善試合でデビューした。